# Przemysław Olbryt
Przemysław Tomasz Olbryt (ur. 10 sierpnia 1979 w Ozimku), znany również jako "Quazarre" – polski muzyk, kompozytor, wokalista, autor tekstów i instrumentalista. Ukończył Politologię i Nauki Społeczne na Wydziale Historyczno-Pedagogicznym Uniwersytetu Opolskiego. Przemysław Olbryt znany jest przede wszystkim z wieloletnich występów w blackmetalowej grupie muzycznej Asgaard, w której pełni funkcję wokalisty i autora tekstów. Wraz z zespołem nagrał m.in. pięć albumów studyjnych. Od 2000 roku gra na gitarze i śpiewa w grupie Devilish Impressions, której był współzałożycielem. Wraz z formacją nagrał cztery albumy studyjne. W 2008 roku dołączył do zespołu Crionics, gdzie zastąpił Michała "Warana" Skotniczego.

## Dyskografia
- Asgaard - Ad Sidera, Ad Infinitum (2000, Mystic Production)[2][1]
- Asgaard - Ex Oriente Lux (2001, Metal Mind Productions)[2][1]
- Asgaard - XIII Voltum Lunae (2002, Metal Mind Productions)[1]
- Asgaard - Lux in Tenebris (DVD, 2003, Metal Mind Productions)[1]
- Asgaard - EyeMDX-tasy (2004, Metal Mind Productions)[2][1]
- Devilish Impressions - Plurima Mortis Imago (2006, Conquer Records)[1]
- Devilish Impressions - Diabolicanos - Act III: Armageddon (2008, Conquer Records)[1]
- Crionics - N.O.I.R. (2010, MSR Productions)[7]
- Zørormr - Kval (2010, Via Nocturna, gościnnie gitara)[8][9]
- Asgaard - Stairs to Nowhere (2012, Icaros Records)[10]
- Devilish Impressions - Simulacra (2012, Icaros Records)[11]
- Zørormr - IHS (2013, Seven Gates of Hell, gościnnie gitara)[12]
- Devilish Impressions - Adventvs (2014, Icaros Records)[13]
- Zørormr - Corpus Hermeticum (2015, Via Nocturna, gościnnie gitara)[14][9]
- Zørormr - The Aftermath (2016, Via Nocturna, gościnnie gitara)[9]
- Devilish Impresions - The I (2017, Lifeforce Reocrds)[1]
- Devilish Impressions - Postmortem Whispering Crows (2019, Non Serviam Records)[1]
- Zørormr - The Monolith (2023, Via Nocturna, gościnnie gitara)[9]